# Erich Hödl
Erich Hödl (* 11. Mai 1940 in Breitenfeld, Steiermark) ist ein österreichischer Wirtschaftswissenschaftler und war Rektor der Bergischen Universität Wuppertal und der Technischen Universität Graz.

## Leben
Hödl hat nach seiner technischen Sekundarausbildung in Graz ab 1962 an der École des Arts et Metiers in Paris Mathematik studiert und an der französischen Flugzeugentwicklung mitgearbeitet. Von 1963 bis 1968 hat er an der Hochschule für Welthandel in Wien diplomiert und promoviert und war von 1966 bis 1968 am Institut für Höhere Studien in Wien. 1968 ging er an die Technische Hochschule Darmstadt, habilitierte sich dort 1973 in Volkswirtschaftslehre und war 1973/74 als Visiting Scholar bei Professor Phelps an der Columbia University in New York.
Nach einer Gastprofessur an der Universität Heidelberg (1972–1973) und einem Lehrauftrag an der Universität Frankfurt (1974) wurde Hödl 1975 als Professor für Politische Ökonomie an die Universität Kassel berufen. 1977 erfolgte die Berufung auf eine Professur für Volkswirtschaftslehre an der Bergischen Universität Wuppertal, die er bis zu seiner Emeritierung im Jahre 2005 innehatte. Während dieser Zeit war er Gastprofessor an der Universität Wien (1978) und hat Vorlesungen an der Staatlichen Universität für Polygraphie Moskau und an der Staatlichen Universität für Leichtindustrie in Taschkent (Usbekistan) gehalten.
Von 1987 bis 1991 war Hödl Vizerektor und von 1991 bis 1999 Rektor der Bergischen Universität Wuppertal. Er führte dort die Modellversuche für Finanzautonomie und Kostenrechnung durch und erweiterte die Universität um ein Kasernengelände. Von 2000 bis 2003 war Hödl Rektor der Technischen Universität Graz, baute hier die strategischen Industriekooperationen aus und widmete sich ab 2003 den universitären Wirtschaftskooperationen unter Einschluss der Europäischen Forschungsprogramme. Bereits seit 1998 ist Hödl Mitglied der Europäischen Akademie der Wissenschaften und Künste, von 2005 bis 2015 deren Vizepräsident und seit 2015 Mitglied des Aufsichtsrates der World  Academy of Art and Science (WAAS).
Hödl war darüber hinaus mit verschiedenen akademischen Funktionen und Aufgaben betraut. In den siebziger und achtziger Jahren war er in mehreren Expertengremien zur Umweltpolitik und Technologiegestaltung der deutschen Bundesregierung. Er war Berater der UN-Konferenz „Science and Technology for Development“ bei den Regierungen der Komoren und der Elfenbeinküste (1978), Präsident des „Arbeitskreises Politische Ökonomie“ (1984–1987), Mitglied der Internationalen Kommission und des Senates der Deutschen Hochschulkonferenz (1992–1999) und Vorsitzender der Arbeitsgruppe „Quality Assessment“ der Europäischen Hochschulkonferenz (1994–1995) sowie Mitglied des Europäischen Universitätsrates „Jean Monnet“ (1992–2003). Hödl war Mitglied des Kuratoriums der HIS GmbH (1994–1999), der Wuppertal GmbH (1996–2000) und des WDR-Rundfunkrates (1996–1999). Er war auch Mitglied des Monitoring Panel für das gesamte Vierte Forschungsrahmenprogramm (1997–1998) und Mitglied des Österreichischen Akkreditierungsrates (2005–2012).

## Veröffentlichungen (Auswahl)
- Stagnation und Beschäftigung: Ursachen und Handlungsspielräume. Haag und Herchen, Frankfurt am Main, 1983, ISBN 3-88129-742-1
- mit Werner Meissner: Umweltschutz in Konjunktur- und Wachstumsprogrammen: Möglichkeiten u. Voraussetzungen zur stärkeren Berücksichtigung umweltverbessernder Massnahmen bei konjunktur- u. wachstumsfördernden Programmen von Bund u. Ländern. Verlag E. Schmidt, Berlin, 1983, ISBN 3-503-02329-1
- Die Neoklassik und ihre Kritik: Diskussionsband zu „Ökonomie und Gesellschaft“. Campus-Verlag, New York, Frankfurt am Main, 1986, ISBN 3-593-33679-0
- Technik und Arbeitsmarkt: sozialverträgliche Technikgestaltung im Rahmen einer lokalen Wirtschafts- und Arbeitsmarktpolitik. Westdt. Verlag, Opladen, 1991, ISBN 3-531-12330-0
- mit Andreas Weida: Die Strukturpolitik der Europäischen Union: eine Untersuchung ihrer Konsistenz im Hinblick auf die Verwirklichung einer Wirtschafts- und Währungsunion. Lang, Wien, Berlin, Frankfurt am Main, 1997, ISBN 3-631-32046-9
- mit Wolf Zegelin: Hochschulreform und Hochschulmanagement: eine kritische Bestandsaufnahme der aktuellen Diskussion. Metropolis-Verlag, Marburg, 1999, ISBN 3-89518-240-0
- mit Andreas Weida: Die Wirtschaftspolitik der Europäischen Union: Ansatzpunkte und Alternativen fiskalpolitischer Steuerung. Lang, Wien, Berlin, Frankfurt am Main, 1999, ISBN 3-631-35168-2
- mit Andreas Weida: Europäische Wirtschaftsordnung: Funktionsbedingungen und Herausforderungen eines europäischen Modells. Lang, Wien, Berlin, Frankfurt am Main, 2001, ISBN 3-631-38166-2